# 183 (عدد)
183 هو عدد صحيح. طبيعي بين 182 و184

## في الرياضيات

### خصائص
- 183عدد فردي
- 183عدد ناقص
- 183 عدد مضلعي (62 أضلاع-...)